# Leonhard Balthasar Schmahl
Leonhard Balthasar Schmahl (geboren 7. Januar 1729 in Heilbronn; beerdigt 12. März 1779 in Zittau) war ein deutscher Orgelbauer in Zittau.

## Leben
Leonhard Balthasar Schmahl stammte aus der Orgelbauerfamilie Schmahl. Der Großvater Johann Michael Schmahl war aus der Oberlausitz nach Heilbronn ausgewandert. Der Vater Johann Friedrich Schmahl (1693–1737) übernahm dessen Werkstatt in Heilbronn. Dessen Bruder Georg Friedrich Schmahl war der bedeutendste Orgelbauer der Familie.
Leonhard Balthasar Schmahl arbeitete spätestens ab 1754 in Zittau bei Johann Gottlieb Tamitius, dem Sohn des sächsischen Hoforgelbauers Andreas Tamitius. 1758 heiratete er dessen Tochter. 1769 übernahm er die Werkstatt in Zittau. Dort arbeitete auch dessen Sohn Johann Gottlob Tamitius mit.
Sein Nachfolger war dort Johann Benjamin Engler. Der Sohn Johann August Schmahl (1765–1837) wurde auch Orgelbauer, allerdings ohne heute bekannte Arbeiten.

## Werke
Leonhard Balthasar Schmahl war ab 1754 an den meisten Orgelbauten von Johann Gottlieb Tamitius beteiligt.
Ab 1769 baute er einige wenige Orgeln, von denen der barocke Prospekt und einige Pfeifen in der Hoffnungskirche in Görlitz erhalten sind. Er baute auch Klaviere und andere Tasteninstrumente.

### Orgelneubauten mit Johann Gottlieb Tamitius
- 1754: Böhmisch Kamnitz, St. Jakob (sv. Jakuba Většího), II/P/21; erste namentliche Erwähnung von Leonhard Balthasar Schmahl bei Tamitius; 1767 wurde die Orgel von Josef Benedict Matzke in die neu erbaute Nachfolgerkirche umgesetzt
- 1756/1757: Reichenberg (Liberec), Kirche Heilig Kreuz (sv. Kříža), nichtverhalten.
- 1760: Schloßbösig, St. Elias (sv. Jiljí), II/10
- 1760: Niedergrund, St. Katharina, II/10
- 1762: Hühnerwasser, sv. Havla, II/11
- 1765/1768 Waltersdorf bei Großschönau,  Dorfkirche, wahrscheinlich leitend beteiligt (ohne erhaltene Namensnennung von Schmahl)
- 1768 Reichenau (Bogatynia), wahrscheinlich leitend beteiligt (ohne erhaltene Namensnennung)

### Eigene Orgelneubauten
- 1772: Deutsch Gabel, St. Laurentius (sv. Vavřince), II/12, mit Johann Gottlob Tamitius, vorher Umsetzung der Vorgängerorgel von Tobias Franz Fleck nach Schönerlinde (Krásná Lipa)
- 1774: Deutsch Ossig, Dorfkirche, 1906 Neubau durch A. Schuster & Sohn im alten Prospekt, mit einigen bestehenden Pfeifen, 2007 umgesetzt in die Hoffnungskirche in Görlitz, erhalten[2]